# Réserve de biosphère d'Alto Orinoco-Casiquiare
La réserve de biosphère d'Alto Orinoco-Casiquiare (RBAOC) est une réserve de biosphère de l'UNESCO désignée en 1993 et située au Venezuela, dans le biome amazonien.
Elle est gérée par la Direction Générale de la Diversité Biologique dépendant du ministère vénézuélien de l'environnement et des ressources naturelles.

## Géographie
La surface totale de la réserve de biosphère est de 8 266 230 ha, ce qui fait d'elle la plus grande réserve de biosphère des tropiques.
Le parc national Duida-Marahuaca se trouve dans la partie nord de la réserve. La réserve comprend également les parcs nationaux Serranía La Neblina et Parima Tapirapecó.
Le terrain le plus bas se situe sur le plateau du canal de Casiquiare et le plus élevé sur le Cerro Marahuaca au nord-est. Les altitudes varient entre 100 et 3 000 mètres. La réserve est traversée du sud-est au nord-ouest par le haut Orénoque, qui prend sa source dans le parc national de Parima Tapirapecó et traverse la communauté de La Esmeralda au centre de la réserve.

## Environnement
La classification de Köppen pour la réserve est "Af" : équatoriale, entièrement humide.
La plus grande partie de la réserve se trouve dans l'écorégion des "forêts humides de Negro-Branco". La réserve contient aussi une partie de l'écorégion des "forêts humides des Hautes Terres de Guyane". 
Le principal type d'écosystème est constitué des forêts tropicales humides. Les habitats comprennent de la forêt pluviale de basse montagne avec des arbres dans les genres Clusia, Brocchinia, Ananas et Pitcairnia. La forêt pluviale semi-décidue comprend des arbres tels que Pourouma guianensis, Brownea ariza, Alexa superba, Cupania scrobiculata, Campinarana dominée par Eperua purpurea et contenant Eperua leucauta falcata et Pescata. Aldinia discolor, forêt pluviale de plaine et forêt de palmiers avec Oenocarpus bataua et Leopoldonia piassaba.
Les mammifères en voie de disparition comprennent la chauve-souris à nez d'épée de Fernandez (Lonchorhina fernandezi).

## Population
La réserve de biosphère compte environ 150 000 habitants en 1991, dont moins de 10% d'autochtones. L'objectif principal de la réserve de biosphère est de préserver les populations et les modes de vie traditionnels des peuples Yanomami et Ye'kuana. Ils cultivent le manioc, les musacées, le túpiro (Solanum sessiliflorum), le pijiguao (Bactris gasipaes) et le Ñame (genre Dioscorea).
Certains résidents locaux sont opposés aux zones protégées et à l'interdiction de l'exploitation forestière et minière,. Il y a un manque de programmes culturels sensibles et efficaces pour la conservation et le développement durable. La région est menacée par des mineurs d'or illégaux.
Le tourisme est interdit dans la réserve de biosphère.